# Elisabeth Eybers

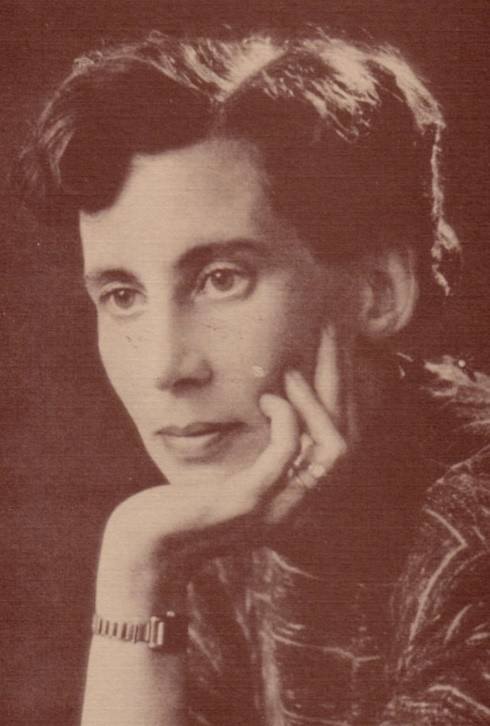
Elisabeth Eybers

Elizabeth Françoise Eybers (Klerksdorp, Transvaal, 16 de febrero de 1915-Ámsterdam, 1 de diciembre de 2007) escritora sudafricana considerada la primera poeta en afrikáans. 

## Biografía
Era hija de un pastor de la Iglesia Reformada Holandesa y se licenció en letras en la Universidad de Witwatersrand. Trabajó como periodista y en 1937 se casó con el empresario Albert Wessels. Su obra es conocida también en los Países Bajos, donde residía desde que se divorció en 1961. En 1978 se le concedió el Premio Constantijn Huygens, y en 1991 el P.C. Hooftprijs (Premio P.C. Hooft), la distinción literaria más prestigiosa del ámbito lingüístico neerlandés.